# Episodi di Kyle XY (prima stagione)
La prima stagione della serie televisiva Kyle XY è stata trasmessa negli Stati Uniti per la prima volta dall'emittente ABC Family dal 26 giugno al 28 agosto 2006.
In Italia è stata trasmessa in prima visione dal canale satellitare Fox dal 16 luglio al 13 agosto 2007. In chiaro è andata in onda dal 23 marzo al 3 aprile 2009 su Italia 1.
| nº | Titolo originale     | Titolo italiano           | Prima TV USA   | Prima TV Italia |
| -- | -------------------- | ------------------------- | -------------- | --------------- |
| 1  | Pilot                | Pilota                    | 26 giugno 2006 | 16 luglio 2007  |
| 2  | Sleepless In Seattle | Insonne a Seattle         | 3 luglio 2006  | 16 luglio 2007  |
| 3  | The Lies That Bind   | Le bugie che legano       | 10 luglio 2006 | 23 luglio 2007  |
| 4  | Diving In            | L'immersione              | 17 luglio 2006 | 23 luglio 2007  |
| 5  | This Is Not a Test   | Questo non è un test      | 24 luglio 2006 | 30 luglio 2007  |
| 6  | Blame It On The Rain | Tutta colpa della pioggia | 31 luglio 2006 | 30 luglio 2007  |
| 7  | Kyle Got Game        | La finale                 | 7 agosto 2006  | 6 agosto 2007   |
| 8  | Memory Serves        | L'utilità della memoria   | 14 agosto 2006 | 6 agosto 2007   |
| 9  | Overheard            | Udito straordinario       | 21 agosto 2006 | 13 agosto 2007  |
| 10 | Endgame              | Ricominciare              | 28 agosto 2006 | 13 agosto 2007  |

## Pilota
- Titolo originale:  Pilot
- Diretto da: Gil Junger
- Scritto da: J. Mackye Gruber & Eric Bress

### Trama
Un ragazzo si ritrova nudo in una foresta e senza memoria. Vagando nella vicina città viene arrestato dalle autorità che lo portano in un riformatorio. Quando il personale del posto si accorge che il ragazzo è come un neonato, chiedono aiuto alla psicanalista Nicole Trager, che gli attribuisce il nome di Kyle. Nicole, pensando che il riformatorio non sia adatto a lui, decide di portarlo a casa sua. Così Kyle conosce Stephen, marito di Nicole ed esperto d'informatica, Lori, figlia di Nicole con un carattere ribelle, e Josh, figlio minore dei Trager. Kyle impara a parlare e tramite una TAC si scopre che la sua attività cerebrale è troppo alta per un essere umano: si pensa ad un guasto della macchina. Kyle conosce la vicina dei Trager, la giovane Amanda, di cui s'innamora. Intanto un uomo sconosciuto spia Kyle e ruba il suo dossier dal riformatorio. Inoltre Kyle dimostra una grande intelligenza e una profonda conoscenza della matematica. Nel cuore della notte Lori esce di casa per andare ad una festa a casa di Declan, suo fidanzato, con la sua migliore amica, Hilary, e viene seguita da Kyle, incuriosito dalla fuga di Lori. Alla festa sopraggiungono dei poliziotti e Kyle si scontra con uno di essi, dimostrando grande forza fisica e velocità, e poi riporta a casa Lori, che si è ubriacata. Nicole, visto che nessuno ha ancora denunciato la scomparsa di Kyle, decide di tenerlo, decisione accolta da tutta la famiglia.
- Guest star: Kevin Durand (Ufficiale Wolner)
- Altri interpreti: Dorian Harwood (Lou Daniels), Rhys Williams (Skeeter), Justen Ortiz (Conroy), Amber Borycki (Jessica Birch), Marcus Sim (ragazzo), Dan Joffre (anziano), Andrew McNee (radiologo), Christopher Gauthier (tecnico), Mi-Jung Lee (annunciatore), Holly Dignard (ragazza nella tenda), Taylor Kitsch (ragazzo nella tenda), Andrew Hedge (ufficiale di polizia)

## Insonne a Seattle
- Titolo originale:  Sleepless in Seattle
- Diretto da: Mike Rohl
- Scritto da: Eric Tuchman

### Trama
Kyle non riesce a dormire e di notte va girovagando per casa o in città. Josh, viste le sue incredibili capacità, comincia a pensare che Kyle sia un alieno, anche perché nessuno ha ancora denunciato la sua scomparsa. Kyle, credendo di essere di peso alla famiglia, torna nella foresta dove si è risvegliato la prima volta, ma viene raggiunto dai Trager, che lo riportano a casa. Alla fine Kyle si addormenta nella vasca da bagno, risolvendo il problema della sua insonnia. Ma i Trager, andandosene dalla foresta, non si sono accorti di uno scheletro nelle vicinanze.
- Altri interpreti: Robert Wisden (Dr. Stone)

## Le bugie che legano
- Titolo originale:  The Lies That Blind
- Diretto da: Holly Dale
- Scritto da: Curtis Kheel

### Trama
La polizia trova un cadavere vicino al luogo dove Kyle girovagava nudo e vicino allo scheletro una carta magnetica con uno strano logo sconosciuto. Si pensa ad un collegamento con Kyle, ma egli non riconosce il logo. Intanto Kyle dimostra una straordinaria capacità nell'apprendere le cose. Per esempio, riesce ad aggiustare un server della ditta in cui lavora Stephen leggendo tutto il manuale d'istruzioni in pochi minuti. Nel frattempo, Stephen scopre che alcuni suoi colleghi rischiano il licenziamento, ma il suo capo gli impone di mantenere il silenzio. Josh deve fare un test di matematica a casa e, approfittando delle straordinarie capacità logiche di Kyle, chiede a quest'ultimo di svolgerlo al suo posto senza dire niente ai suoi genitori. Lori viene licenziata dal caffè in cui svolgeva un lavoro part-time e scopre che Declan esce con un'altra ragazza. Intanto Kyle, solo in casa, decide di riparare l'antenna della TV satellitare e mentre salta giù dal tetto della casa per scendere, viene visto da Amanda che per lo spavento si schianta con la macchina nei bidoni della spazzatura, graffiando l'auto nuova di zecca. Lei vorrebbe cercare di aggiustarla in tempo ma Kyle la convince a dire la verità. A cena Kyle, non sopportando il peso delle bugie di cui è complice, rivela tutto a Nicole e a Stephen, ma poi, dopo aver assistito alla sfuriata della madre di Amanda a sua figlia, mente per aiutare Amanda attribuendosi la colpa del danno. Lori e Josh perdonano Kyle mentre Stephen decide di avvertire i suoi colleghi della possibilità del licenziamento. Nicole, ammirando i disegni di Kyle, nota che vi sono delle linee nere in disaccordo su ciascuno di essi. Presto arriva a capire che disponendo i disegni in un certo modo, le linee nere formano il misterioso logo ritrovato sulla carta magnetica del corpo senza vita.
- Altri interpreti:Christoper Shyer (Brad), David Lewis (Mark), Sonya Salomaa (Allison)

## L'immersione
- Titolo originale:  Diving In
- Diretto da: Mike Rohl
- Scritto da: Julie Plec

### Trama
Kyle ha il suo primo sogno: sogna di essere sott'acqua e viene raggiunto da Amanda che scompare all'improvviso. L'indomani Kyle, Josh e Lori vanno in piscina, dove Amanda lavora come bagnina. Josh incontra e s'invaghisce di una bella ragazza e costringe sotto ricatto Lori a recuperare il suo numero di telefono. Kyle, buttatosi in piscina, viene recuperato da Amanda e ciò gli provoca un'erezione. Andata a casa dei Trager per chiarire con Kyle, Amanda rimane turbata dai numerosi disegni che il ragazzo ha fatto su di lei, ma fortunatamente riescono a chiarisi. Declan invita Lori ad una festa, dove la ragazza decide di copulare con lui. Alla festa vanno pure Kyle e Josh, il primo per mostrare il suo ultimo disegno ad Amanda e l'altro per un appuntamento con Ashley, la ragazza della piscina. La festa, piena di aspettative, dà invece molte delusioni: Josh viene beccato dai genitori del festaiolo a nuotare nudo nella piscina di casa con Ashley; Lori copula con Declan, ma ne resta delusa e per giunta litiga con la sua amica Hilary, dandole della prostituta; infine Kyle scopre che Amanda è fidanzata con un ragazzo di nome Charlie e ne resta inevitabilmente addolorato.
- Altri interpreti: Merritt Patterson (Ashleigh Redmond), Sebastian Gacki (bagnino), Mackenzie Gray (Dennis Bunker, il Direttore), Andrew Francis (Jeff Preston), Derek Green (sig. Preston), Heather Doerksen (Sig.ra Preston), Cory Monteith (Charlie).

## Questo non è un test
- Titolo originale:  This Is Not a Test
- Diretto da: Pat Williams
- Scritto da: Bryan M. Holdman

### Trama
Arriva il primo giorno di scuola. Kyle ne è entusiasta, mentre Lori e Josh non ne sono molto felici: Lori, infatti, deve affrontare le battute acide di Hilary con cui cerca invano di fare pace. Rimane così isolata dalle sue amiche; Josh, invece, per i suoi bassi voti deve intraprendere un corso di recupero. Il preside della scuola non vuole fare entrare nel corpo studentesco Kyle, perché non lo vede di buon occhio. Lo sottopone così ad una serie di test. Nel frattempo Tom Foss, l'uomo che spiava Kyle, installa delle telecamere in tutte le stanze di casa Trager. Durante l'installazione di queste sta per essere scoperto da Nicole, ma riesce ad inventare una farsa e si presenta a lei, e al marito successivamente, come vigilante del quartiere, lavoro che fa da copertura. A scuola Kyle conosce un ragazzo soprannominato l'Ameba, isolato per la sua grande passione per i fumetti e quindi mal visto da tutti gli studenti. Inoltre, Kyle salva Josh da un bulletto che stava per picchiarlo mettendosi così in mostra con gli altri studenti e in particolar modo con il suo nuovo amico. Lori, sconfortata per il comportamento di Hilary e delle sue amiche, trova l'appoggio di Declan e ciò la fa stare meglio. Infine Kyle, risolvendo una complicata equazione e rispondendo correttamente a tutti i test (dopo aver letto tutta l'enciclopedia), viene accettato dal preside per frequentare il liceo.
- Altri interpreti: Cascy Beddow, Alejandro Rae (Sig. Miller), Kwesi Ameyaw, Giacomo Baessato (Robbie), Jeff Ballard (Doug), Catherine Lough Haggquist (Sig.ina Schultz), Ecstasia Sanders (Jenna), Calum Worthy (Toby)

## Tutta colpa della pioggia
- Titolo originale:  Blame It On The Rain
- Diretto da: Michelle MacLaren
- Scritto da: Elle Triedman

### Trama
Kyle ha continui incubi notturni di un uomo incappucciato che lo osserva attraverso il finestrino di un'auto in cui si trova il ragazzo. Il giorno del compleanno di Lori, a causa di un violento temporale Kyle, Lori, Josh e Declan, accolto durante la notte da Kyle poiché aveva bisogno di un "posto per dormire", sono costretti a casa e decidono di divertirsi col gioco da tavolo Ouija: i giocatori devono fare delle domande allo spirito che comporrà le risposte sulla plancia. Kyle domanda quale sia il giorno del suo compleanno e lo "spirito" guida le loro mani verso la composizione del numero 781227. Nel frattempo Tom viene incaricato da Stephen di scoprire chi sia l'uomo sognato e disegnato da Kyle: per sviare i sospetti dei Trager dalla vera identità dell'uomo, Foss rivela loro che la notte precedente, nelle vicinanze, è avvenuto un incidente d'auto e uno dei guidatori è scappato. Declan confessa così di essere il colpevole ma di essere troppo spaventato per tornare a casa ed affrontare suo padre: Lori lo convince a dire la verità. Durante la festicciola familiare per il compleanno di Lori, la ragazza decide di condividere il suo compleanno con Kyle, almeno fino a che lui non si ricordi quando sia il suo. Il mattino dopo, Kyle riconosce sul giornale l'uomo incappucciato che lo osserva sotto la pioggia: il suo nome è Prof. Kern ed è appena scomparso.
Altri interpreti: Bill Dow (Prof. Kern)

## La finale
- Titolo originale:  Kyle Got Game
- Diretto da: Patrick Williams
- Scritto da: Steven Lilien & Bryan Wynbrandt

### Trama
Grazie alle sue straordinarie doti, Kyle entra nella squadra di basket dove giocano già Declan e Charlie. La squadra vince tutte le partite e arriva in finale, ma Declan si fa male al ginocchio. L'allenatore cerca di costringerlo a giocare lo stesso, ma Kyle si schiera dalla parte dell'amico e decide di non giocare e con lui tutto il resto della squadra. Per Josh sono guai perché aveva scommesso sulla vittoria della squadra vista la presenza di Kyle. Nel frattempo al telegiornale danno la notizia che sono stati identificati i resti umani trovati nel bosco e la stessa sera Kyle  durante il sonno vede in sogno l'assassino del Prof. Kern.
- Altri interpreti: William Taylor (coach), Jeff Ballard (Doug), Giacomo Baessato (Robbie), Ted Friend (annunciatore), Mi-Jung Lee (annunciatore), Darren Moore (Junkie), Chad Riley (referente), Marcus Sim (adolescente), Jermaine Lopez (giocatore numero 1), Ravel Boynton (giocatore numero 2), Emmy Unaegau (giocatore numero 3)

## L'utilità della memoria
- Titolo originale:  Memory Serves
- Diretto da: Guy Norman Bee
- Scritto da: Michael Oates Palmer

### Trama
Uno specialista visita Kyle scavando nella sua mente finché non vede la morte del professor di Seattle; Lori, Kyle e Declan si recano al College e scoprono che un certo Adam Baylin era stato lì negli anni 80, scomparso da venti anni Kyle si rassegna e cerca fra le sue ricerche, trovando le stesse cose che nei precedenti episodi disegna.
Alla fine Nicole riascolta il messaggio strano lasciato da Kyle nel sogno e scopre che sono dei numeri e lettere, successivamente si scopre essere una coordinata, intanto Tom Foss viene allontanato dal quartiere poiché considerato un pericolo per Kyle.
Nei pressi del college, Kyle è nella foresta accompagnato da Declan. Li Kyle verrà attaccato da un uomo mascherato tutto nero, e scoprirà che è Tom Foss.
- Guest star: Jessica Lowndes (Eve)
- Altri interpreti: Eileen Pedde (Anna Manfredi), Brendan Penny (Wes), Bruce Dawson (Dr. Jacob Cassidy), Andrew Jackson (Sig. Reynolds), Maxine Miller (segretaria Lily), Robert Weiss (addetto alla sicurezza)

## Udito straordinario
- Titolo originale:  Overheard
- Diretto da: Michael Robison
- Scritto da: Eric Tuchman & Bryan Wynbrandt & Steven Lilien

### Trama
Oltre la cancellata che Kyle scopre nel bosco, si trova una misteriosa struttura dove Cyrus Reynolds (uno dei vertici dell'organizzazione) informa la Signorina Thatcher (altro leader), che 781227 (il nome in codice di Kyle) è sopravvissuto, la Thatcher incarica poi Reynolds di uccidere Kyle. Quest'ultimo scopre intanto, di avere la capacità di poter sentire a distanza.
Parlandone con Declan decide di trovare Foss e pedinarlo per scoprire di più sul suo passato. Ma questo nuovo potere ha degli effetti collaterali. E infatti mentre si sforza a sentire discorsi sempre più lontani ha un attacco epilettico di fronte ad Amanda. Portato d'urgenza in ospedale viene raggiunto dai Trager ma un'amara sorpresa attende tutti loro: il detective Breen si presenta con due persone che affermano di essere i genitori di Kyle.
- Guest star: Andrew Jackson (Sig. Reynolds), Sarah-Jane Redmond (Signorina Thatcher), Aaron Craven (Dr. Lawrence), Carrie Genzel (Julie Peterson), Marsha Regis (Kim), Shaker Paleja (uomo), Iris Paluly (donna), Ken Tremblett (David Peterson)

## Ricominciare
- Titolo originale:  Endgame
- Diretto da: Michael Robison
- Scritto da: Julie Plec & Bryan M. Holdman

### Trama
Kyle è attonito da quando i Peterson hanno affermato che sono i suoi veri genitori. Questi ultimi affermano che Kyle in realtà si chiama Noa e che è scomparso da 5 anni senza lasciare traccia, e che non ha l'ombelico per via di un'operazione chirurgica dovuta ad una malformazione degli organi interni. Inoltre il detective Breen chiede un esame del DNA che alla fine risulterà positivo. Kyle non si capacita di lasciare i Trager e scappa di casa ma viene tramortito da Foss e portato nella foresta dove tutto è iniziato. Lì Kyle ricorda tutto quanto. Infine Foss chiede a Kyle di seguire i Peterson perché solo così avrà tutte le risposte che cerca da tempo. Kyle saluta la sua famiglia adottiva e in gran segreto viene condotto in una proprietà isolata dove Kyle incontra una persona che cambierà per sempre la sua vita: Adam Baylin.
- Guest star: Carrie Genzel (Julie Peterson), Ken Tremblett (David Peterson), Andrew Jackson (Cyrus Reynolds), Sarah-Jane Redmond (Rebecca Thatcher), Merritt Patterson (Ashleigh Redmond)